# Улица Овчинникова (Челябинск)
У́лица Овчи́нникова — одна из жилых улиц в центре Челябинска, получила своё название в честь челябинского военного лётчика-штурмана 208-й ночной бомбардировочной авиационной дивизии младшего лейтенанта Евгения Васильевича Овчинникова (16.09.1921 — 17.01.1943), погибшего во время Великой Отечественной войны возле хутора Карачун Воронежской области, на доме № 6 установлена мемориальная доска. До 70-х годов XX века на территории нынешней улицы находилась частная застройка из малоэтажных домов посёлка «Переселенческий пункт» в районе железнодорожного вокзала станции Челябинск-Главный.

## Расположение и история улицы

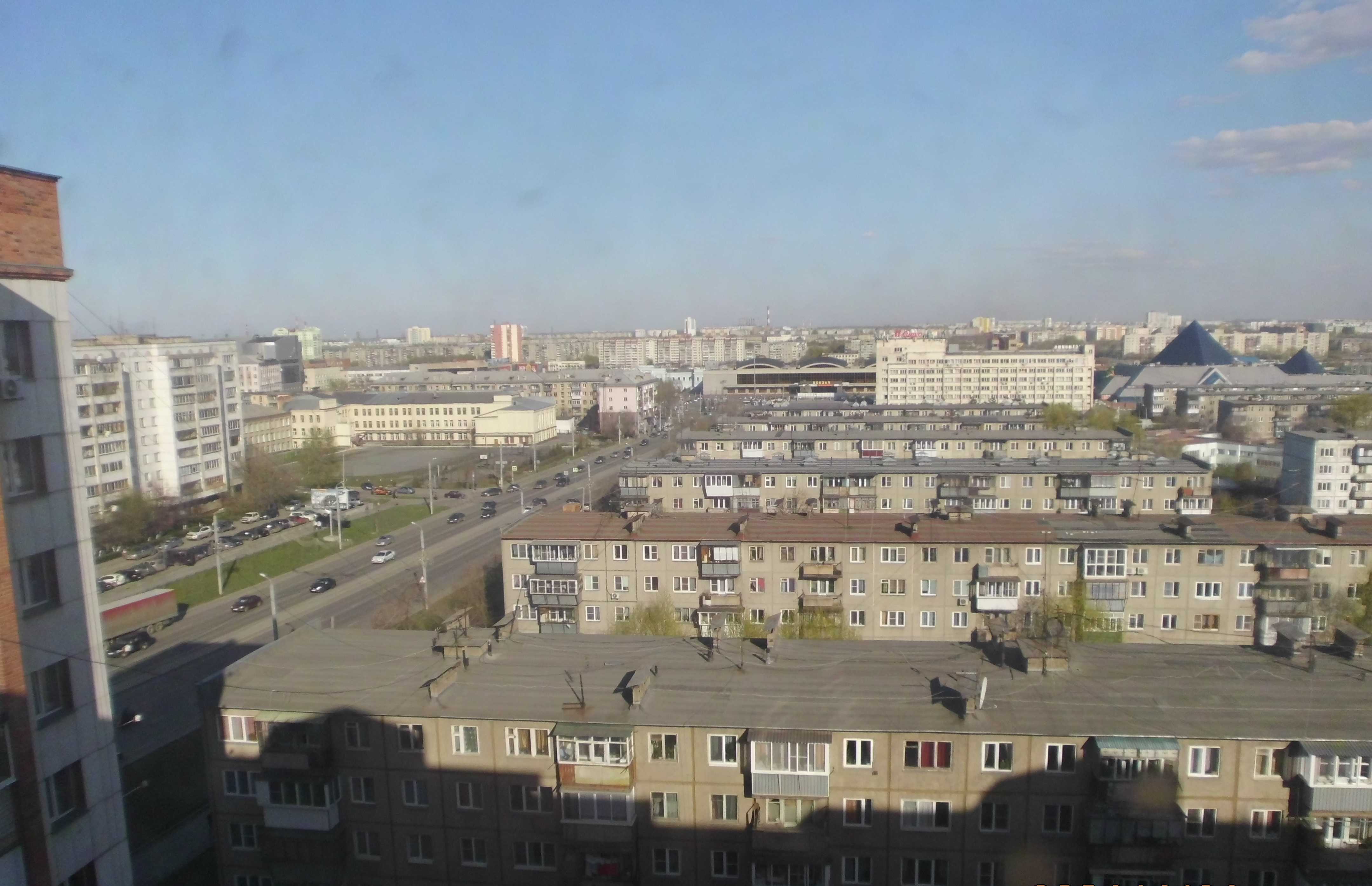
Начало улицы. По центру здание ж.д. вокзала, справа «Синегорье»

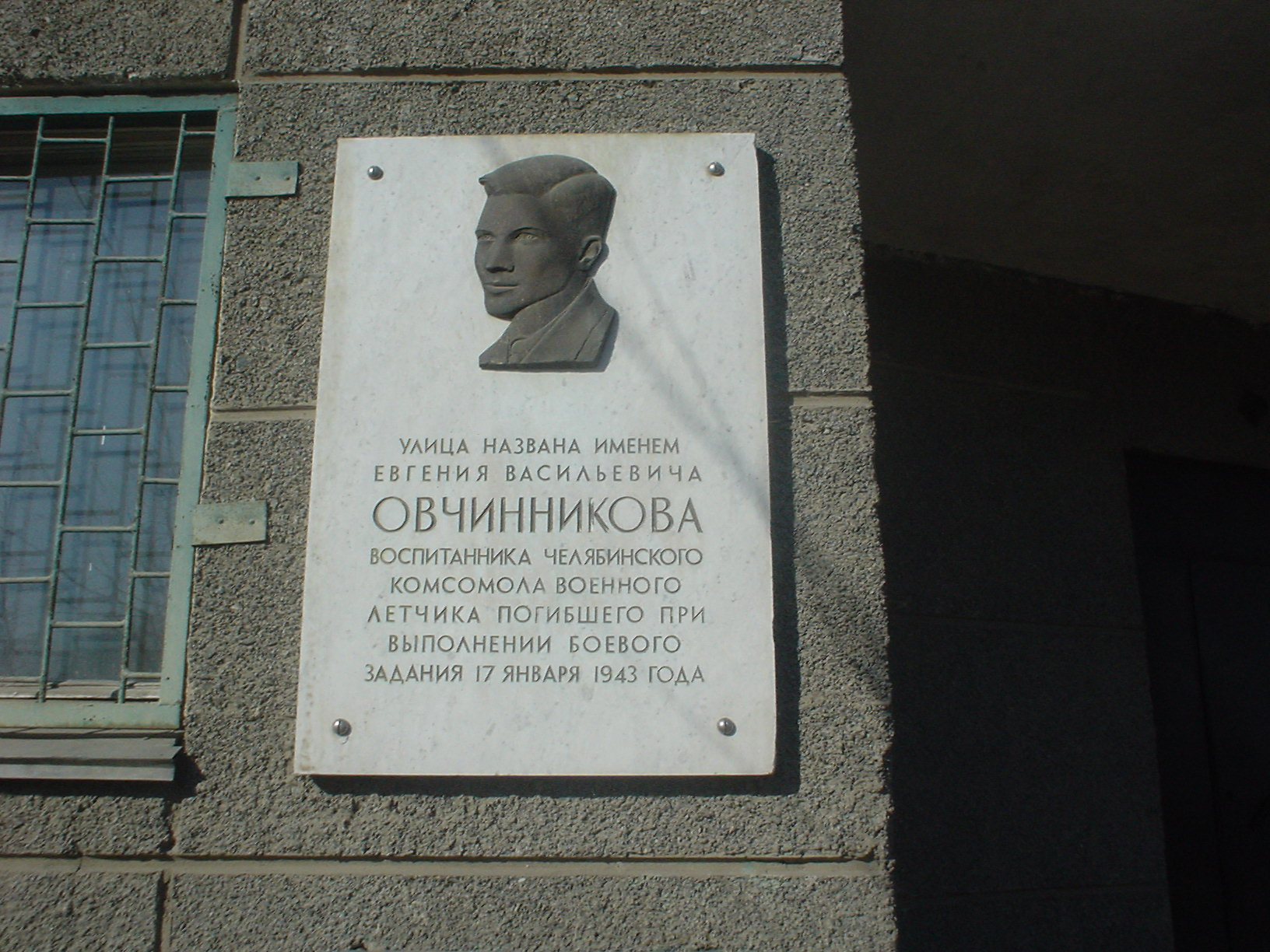
Мемориальная табличка

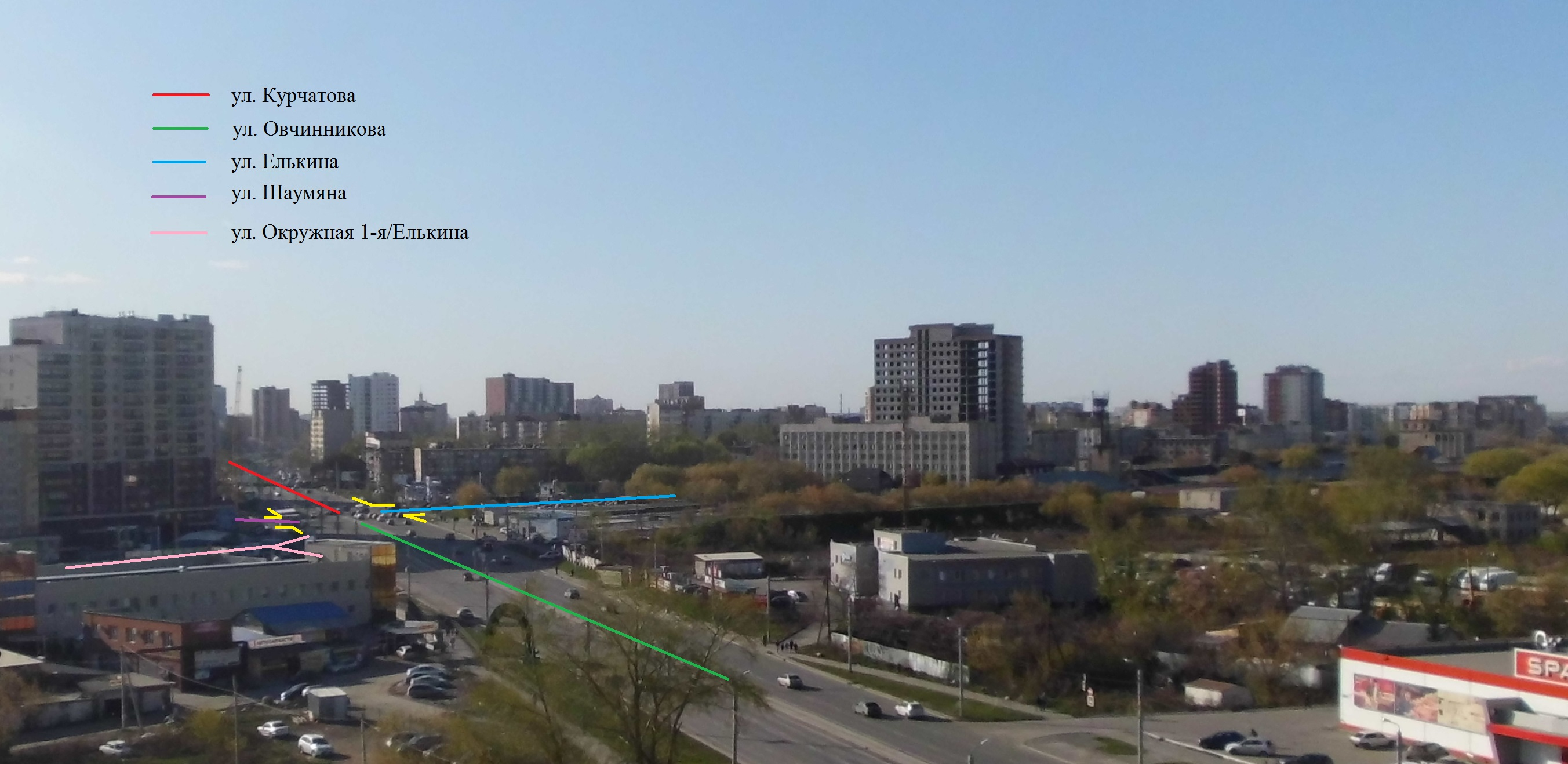
Пересечение с ул. Елькина и переход на ул. Курчатова, 2016 г.

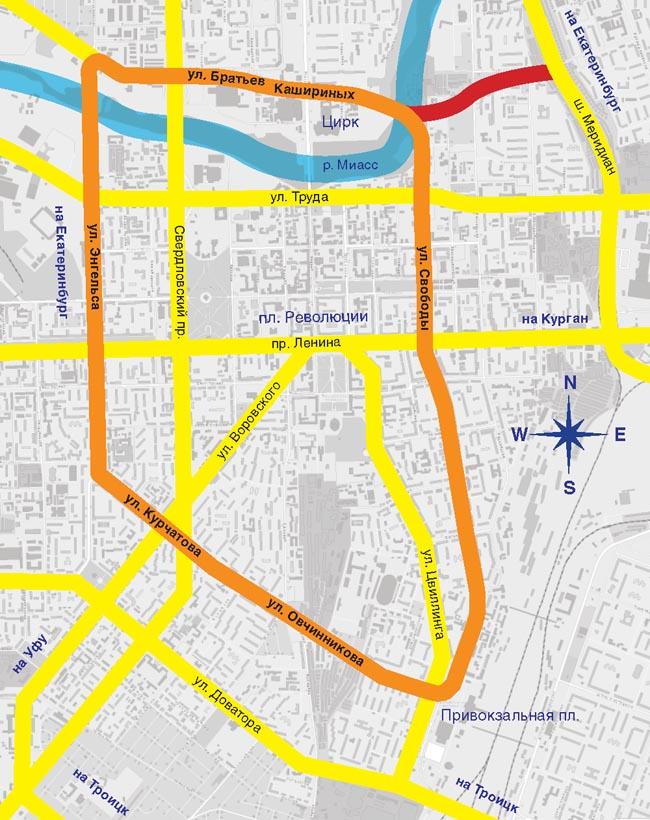
Внутреннее кольцо на схеме центра Челябинска

Улица идёт с востока на запад, начинается от Привокзальной площади и на перекрёстке с улицей Елькина плавно переходит в улицу Курчатова. Административно относится к Советскому району г. Челябинска. Улица проходит по территории бывшего посёлка «Переселенческий пункт», существовавшего возле железнодорожного вокзала с 1893 года до 80-х годов XX века. Карта района до сих пор содержит большое количество улиц, на которых осталось по два-три, а часто уже и ни одного дома — улицы Торговая, Урицкого, Замятина, Лазаретная, Красной Молодёжи, Перовской, Морозовская, Восточно-Желябова, Газизуллина, Красный переулок. С конца XIX по 30-е годы XX века это был крупнейший в России пункт в составе Переселенческого управления, через который в это время проходили практически все переселенцы в Сибирь и на Дальний Восток, в настоящее время от него остались редкие частные деревянные дома и несколько бывших больничных зданий. На старом плане бывшего посёлка современная улица Овчинникова проходит по бывшим улицам Парижской коммуны и Базарная (они шли параллельно и были более узкими). Своё современное название улица получила 11 августа 1967 года (согласно решению Челябинского Горисполкома № 242), одновременно со сдачей первого квартала многоэтажных домов по нечётной стороне улицы.
31 августа 2018 года разделительная полоса проезжих частей улицы по всей длине была оборудована стационарными декоративными металлическими клумбами с пластиковыми кашпо, 3 сентября с началом осени в которые были высажены цветы, что немного обескуражило жителей.

## Транспорт

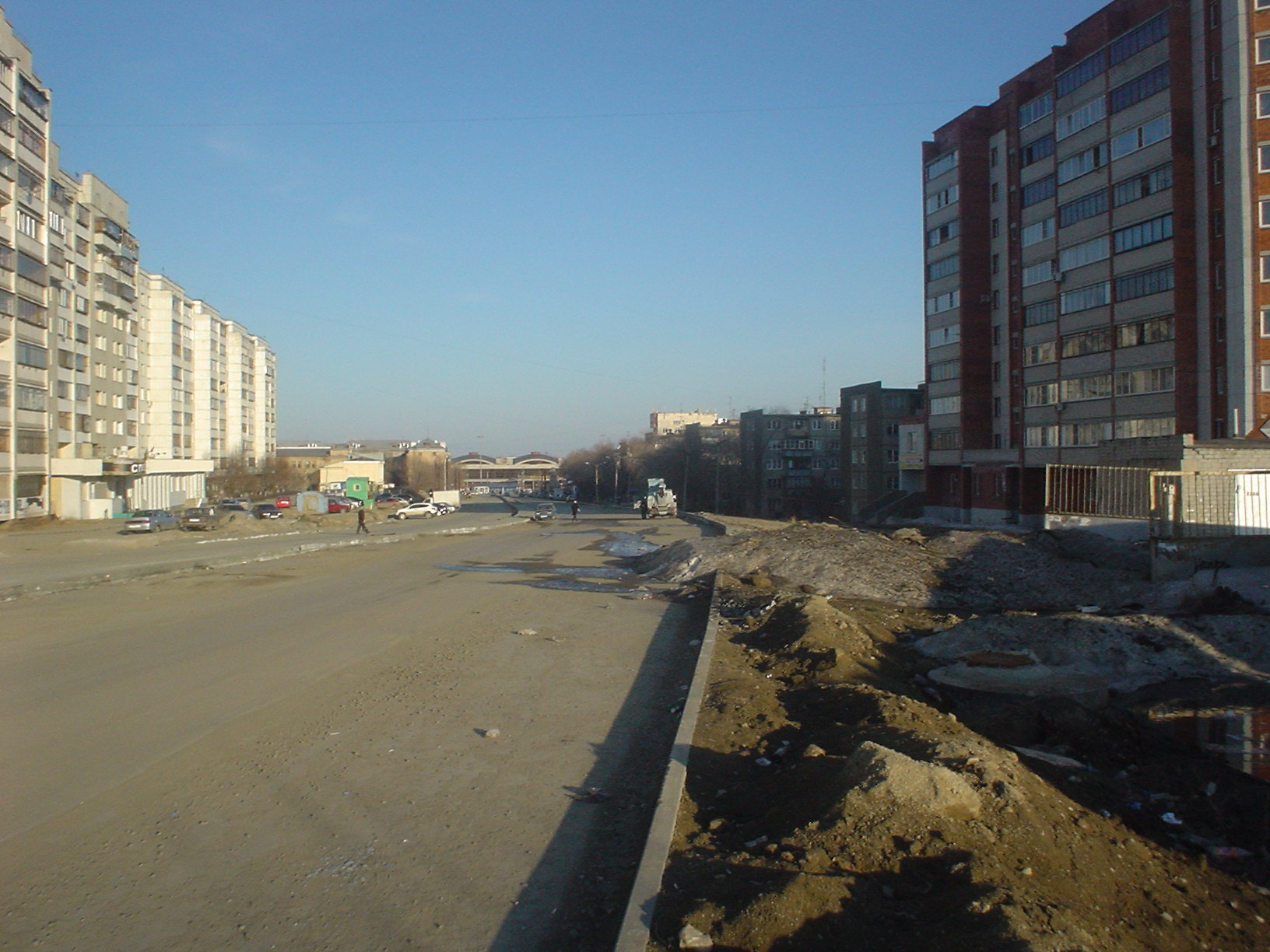
Строящееся дорожное полотно кольца по улице Овчинникова, вид в сторону вокзала. 2010 г.

По улице проходит трасса внутреннего транспортного кольца вокруг центра Челябинска.
За 2009 год был произведён перенос коммуникаций, завершена подготовка земляного полотна и выполнено асфальтирование нижних слоёв проезжей части, смонтированы мачты освещения и контактной сети. В 2010 году завершено строительство дороги и открыто сквозное движение.
На улице Овчинникова будет располагаться наземная часть линии «Север—Юг» метротрамвая и портал тоннеля. С 2023 года на улице проводятся работы по обустройству котлована и выносу коммуникаций, сопровождающиеся закрытием движения по улице.

## Известные здания и заведения на улице
- Средняя общеобразовательная школа г. Челябинска № 53 имени 96-й танковой бригады Челябинского комсомола. Ранее называлась 2-я железнодорожная школа (школа № 2 Южно-Уральской железной дороги)[комм. 1]. Эту школу окончил в 1939 году Е. В. Овчинников. В здании школы в 1942 году происходило формирование 96-й танковой бригады имени Челябинского комсомола[13]. Почётное наименование школе присвоено в 1987 году[14]. Здание школы, где происходило формирование — объект культурного наследия[15].
- Челябинская транспортная прокуратура
- НУЗ «Дорожная стоматологическая поликлиника на станции Челябинск ОАО „РЖД“»
- Дом торговли «Тема»
- Супермаркеты («Пятёрочка», «Магнит», «Spar»)
- Оптово-розничный продовольственный рынок «Советский»[16][17]

## Комментарии
1. ↑  Не следует путать со школой № 121 в 1922—1927 гг. называемой школой № 2 Омской железной дороги (с 1896 г. по 1930 г. железнодорожная станция Челябинск относилась одновременно к 3 железным дорогам).